# Associação Desportiva Serranense
Associação Desportiva Serranense de Futebol é uma agremiação esportiva de Vitória da Conquista, na Bahia. Seu estádio é o Lomanto Júnior, o mesmo do Vitória da Conquista. Seu presidente é Cláudio de Oliveira Prado. Suas cores são azul e branco.

## História
O Serranense participou somente uma vez das competições organizadas pela Federação Bahiana de Futebol, no ano de 1998 disputou a 2ª Divisão do Campeonato Baiano terminando a competição na oitava e penúltima colocação. Sua primeira partida foi contra a Associação Atlética Teixeira de Freitas no dia 29 de março em Vitória da Conquista.
Em 2007 o Serranense chegou a anunciar uma parceria no valor de R$ 200 mil para participar da 2ª Divisão do Campeonato Baiano, mas a equipe acabou não se inscrevendo na competição. Atualmente o clube tem planos de retornar ao futebol profissional atuando pela cidade de Belo Campo onde seu atual presidente ocupa o cargo de presidente da liga esportiva local. A equipe ainda consta como filiada a Federação Bahiana de Futebol.